# Daglan
Daglan (tiếng Occitan là Daglan) là một xã của Pháp nằm ở tỉnh Dordogne trong vùng Aquitaine của Pháp. Xã này có diện tích 19,96 km2, dân số năm 2007 là 541 người. Xã nằm ở khu vực có độ cao trung bình 100 m trên mực nước biển.

## Thông tin nhân khẩu
| Năm    | 1962 | 1968 | 1975 | 1982 | 1990 | 1999 | 2007 |
| ------ | ---- | ---- | ---- | ---- | ---- | ---- | ---- |
| Dân số | 591  | 611  | 627  | 608  | 477  | 535  | 541  |